# Ina Marija Bartaitė
Ina Marija Bartaitė (2. května 1996 Vilnius – 7. dubna 2021 tamtéž) byla litevská herečka, dcera herečky Jekatěriny Golubevy a režiséra Šarūnase Bartase. Studovala herectví ve Francii. V roce 2015 hrála jednu z hlavních rolí ve filmu svého otce Spočinout jen ve snu (2015). Následovaly role ve filmech Senekův den (2016), Walden (2020) a Mon légionnaire (2021). Vystupovala také v dokumentárním filmu o své matce I Am Katya Golubeva (2016). Zemřela při dopravní nehodě ve Vilniusu, kde byla při jízdě na kole sražena opilým řidičem automobilu.